# Spiranthes spiralis
Spiranthes spiralis é uma espécie de orquídeas terrestres da subclasse Liliidae da família das Orchidaceae do gênero Spiranthes. Se caracterizam por ter a inflorescência em espiral e florecer nos finais de setembro.
O termo Spiranthes deriva do grego spir (enrolar-se) e de anthes (flores). Spiralis, por sua vez, significa "em espiral".
Com relação ao habitat, a área de distribuição destas orquídeas abrange principalmente a zona do Mediterrâneo, no norte da Europa.
São orquídeas de flores brancas pequenas, quase tubulares. Se desenvolvem em espiral ao longo de uma espiga simples. A polinização é entomófila e o período de floração é de agosto a setembro.

## Sinônimos
- Ophrys spiralis L. (1753) (Basiônimo)
- Epipactis spiralis (L.) Crantz (1769)
- Serapias spiralis (L.) Scop. (1772)
- Ophrys autumnalis Balb. (1801)
- Neottia spiralis (L.) Sw. (1805)
- Neottia autumnalis (Balb.) Pers. (1807)
- Ibidium spirale (L.) Salisb. (1812)
- Spiranthes autumnalis (Balb.) Rich. (1817)
- Neottia autumnalis (Balb.) Steud. (1821)
- Gyrostachys autumnalis (Balb.) Dumort. (1827)
- Spiranthes glauca Raf. (1837)
- Gyrostachys spiralis (L.) Kuntze (1891)

## Galeria

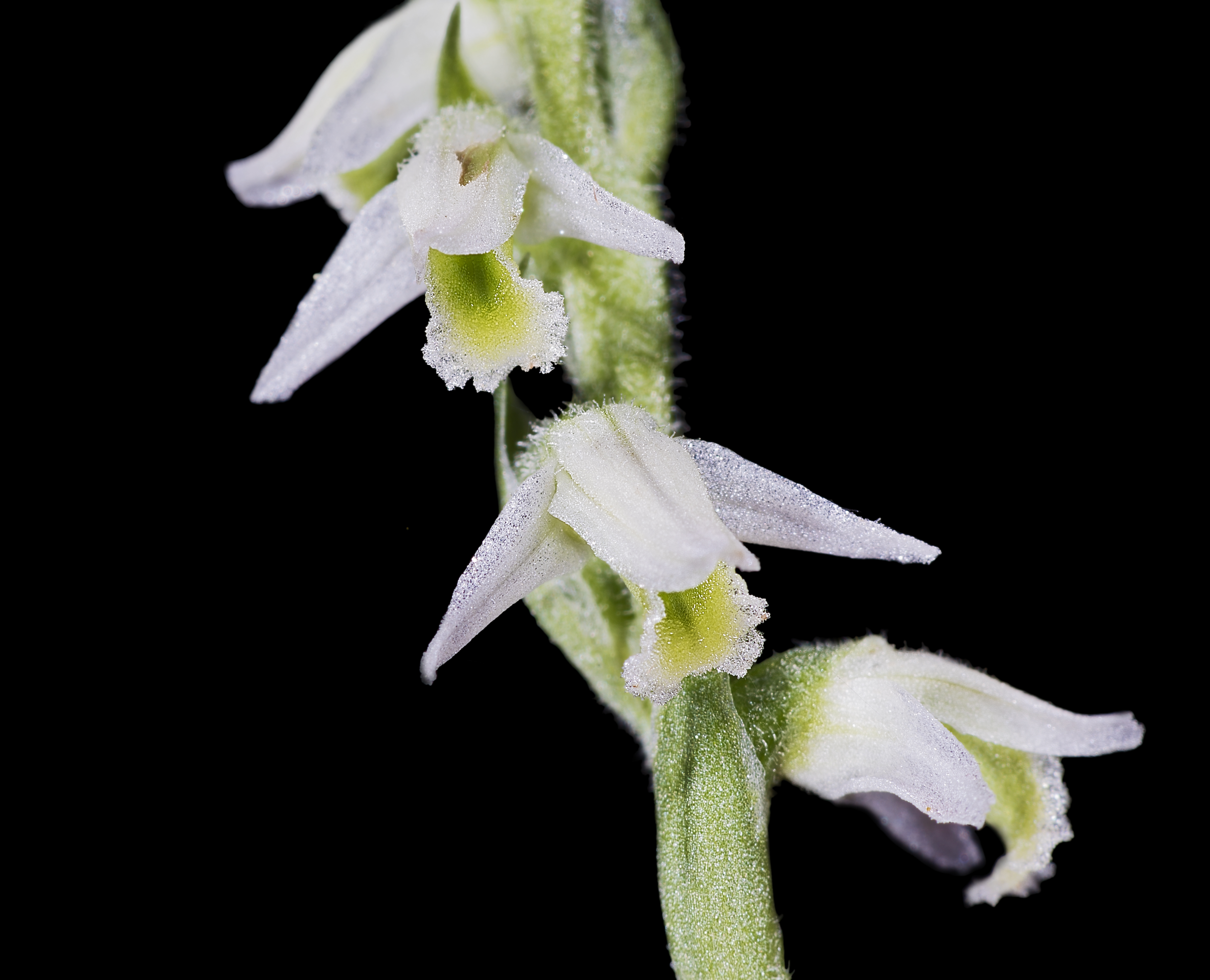
Flor
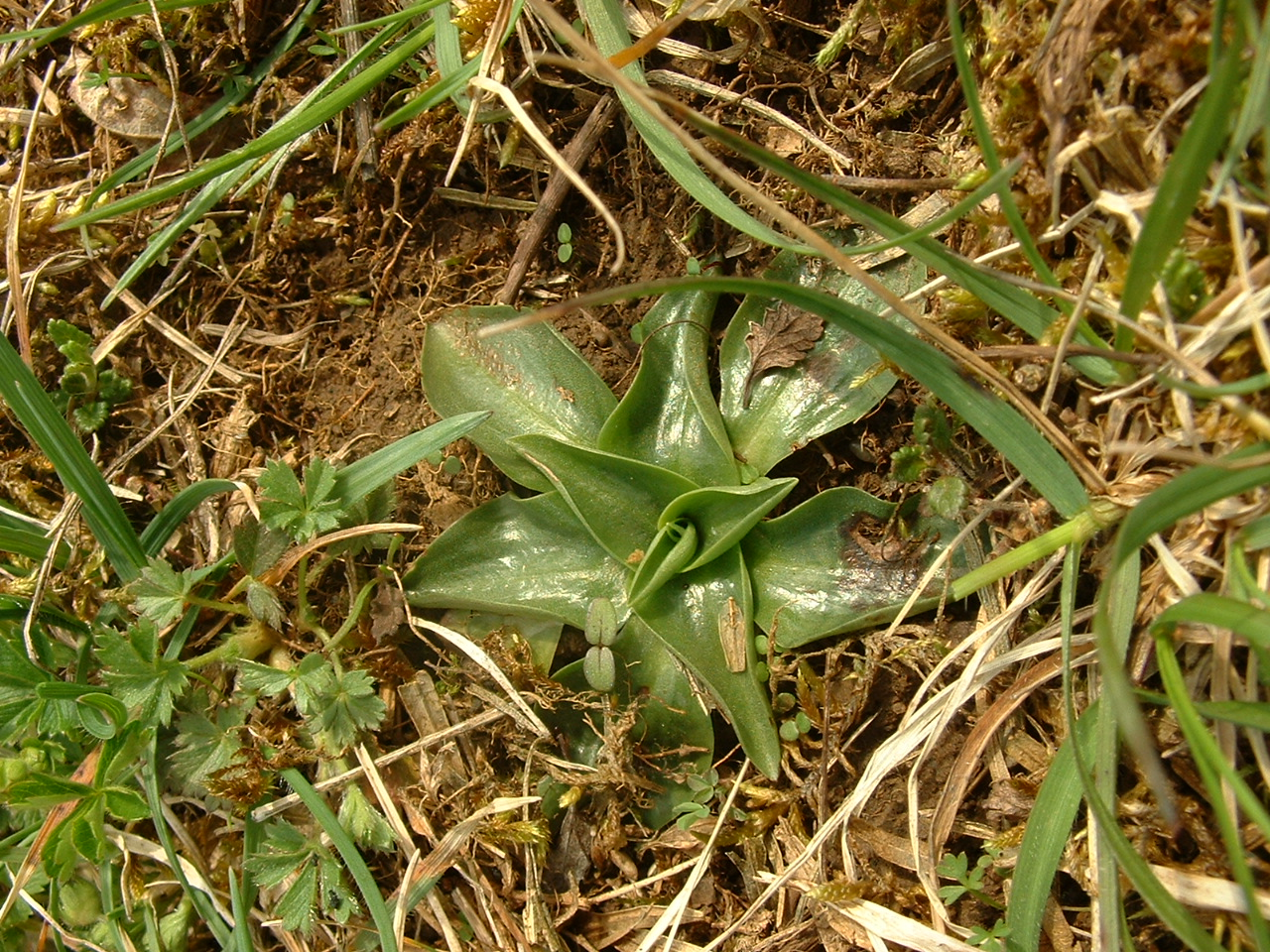